# Metawithius philippinus
Metawithius philippinus es una especie de arácnido del orden Pseudoscorpionida de la familia Withiidae.

## Distribución geográfica
Se encuentra en las Filipinas.